# The King's Man
The King's Man (prt: The King's Man: O Início; bra: King's Man: A Origem) é um filme britânico-americano de ação e espionagem de 2021 dirigido por Matthew Vaughn a partir de uma história de Vaughn e um roteiro deste último com Karl Gajdusek. É a terceira parte da série cinematográfica Kingsman, que é baseada na história em quadrinhos The Secret Service (mais tarde intitulada Kingsman) de Mark Millar e Dave Gibbons. O filme é uma prequela de Kingsman: The Secret Service (2014) e Kingsman: The Golden Circle (2017). Seu elenco inclui Ralph Fiennes (também um de seus produtores executivos), Gemma Arterton, Rhys Ifans, Matthew Goode, Tom Hollander, Harris Dickinson, Daniel Brühl, Djimon Hounsou e Charles Dance.  Ele se concentra em vários eventos durante a Primeira Guerra Mundial e o nascimento da organização Kingsman.
The King's Man foi lançado nos Estados Unidos em 22 de dezembro de 2021, e no Reino Unido em 26 de dezembro de 2021 pela 20th Century Studios, adiada várias vezes a partir de uma data original de lançamento em novembro de 2019, devido à pandemia de COVID-19. Em Portugal, o filme teve seu lançamento em 22 de dezembro de 2021, enquanto no Brasil o lançamento ocorreu em 6 de janeiro de 2022. O filme recebeu críticas mistas, com uma bilheteria de 126 milhões de dólares contra um orçamento bruto de 100 milhões de dólares.

## Elenco
- Ralph Fiennes como Orlando, Duque de Oxford / Arthur: Um aristocrata e líder de rede de espionagem.
- Gemma Arterton como Polly Watkins / Galahad: Uma empregada e membro da rede de espionagem de Orlando.
- Rhys Ifans como Grigori Rasputin: O médico pessoal do Czar e agente do Pastor.
- Djimon Hounsou como Shola / Merlin: Um mordomo e membro da rede de espionagem de Orlando.
- Matthew Goode como Capitão Maximilian "Max" Morton / O Pastor: Um pastor e oficial do Exército Britânico em busca da independência escocesa, o líder de um plano para colocar os impérios alemão, russo e britânico uns contra os outros, e o avô do futuro Kingsman Roxy Morton.
- Tom Hollander como Rei Jorge V / Percival, Kaiser Guilherme II e Czar Nicolau II, os respectivos governantes da Grã-Bretanha, Alemanha e Rússia.
- Harris Dickinson como Conrad Oxford: o filho de Orlando, que troca de lugar com um soldado para lutar na Grande Guerra contra a vontade de seu pai.
  - Alexander Shaw como o jovem Conrad Oxford
- Daniel Brühl como Erik Jan Hanussen: Um ocultista e o segundo em comando do Pastor.
- Charles Dance como Lord Herbert Kitchener: O Secretário de Estado da Guerra britânico nascido na Irlanda.
- Aaron Taylor-Johnson como Archie Reid / Lancelot: Um soldado com quem Conrad troca de lugar.
- Joel Basman como Gavrilo Princip: Um estudante e assassino trabalhando para o Pastor.
- Valerie Pachner como Mata Hari: Uma agente do Pastor e amante de Woodrow Wilson.
- Alexandra Maria Lara como Emily Oxford: a falecida esposa de Orlando e mãe de Conrad.
- Olivier Richters como Huge Machinery Shack Guard (H.M.S.G.): Um agente do Pastor.
- Todd Boyce como Alfred DuPont: Um industrial americano.
- Aaron Vodovoz como Príncipe Felix Yusupov: Um aristocrata russo.
- Ron Cook como Arquiduque Francisco Ferdinando: O Arquiduque Austríaco.
- Stanley Tucci como Chester King / Bedivere: Um embaixador dos EUA no Reino Unido.
- Branka Katić como Imperatriz Alexandra Feodorovna: A imperatriz consorte russa.
- Alison Steadman como Rita
- Cassidy Little como um espião britânico
- August Diehl como Vladimir Lenin: Um agente do Pastor e revolucionário russo.
- Ian Kelly como Woodrow Wilson: O Presidente dos Estados Unidos e amante de Mata Hari.
- David Kross como Adolf Hitler / O Homem do Bigode: Um assassino trabalhando para o Pastor e futuro Führer da Alemanha nazista.
- Kristian Wanzl Nekrasov como General Erich Ludendorff: Um general alemão.
- David Calvitto como Thomas R. Marshall, o Vice-Presidente dos Estados Unidos.

## Produção

### Desenvolvimento
Em junho de 2018, Matthew Vaughn anunciou que um filme pré-sequêcia intitulado Kingsman: The Great Game estava em desenvolvimento ativo, afirmando que o enredo ocorreria durante o início dos anos 1900 e retrataria a formação da agência de espionagem e que o projeto seria filmado como "o terceiro filme regular da série Kingsman", que estava programado para ser lançado em 2021.

### Escolha de elenco
Em setembro de 2018, foi anunciado que Ralph Fiennes e Harris Dickinson estrelariam o filme com o primeiro também atuando como um dos produtores executivos do filme. Em novembro de 2018, foi revelado que Daniel Brühl, Charles Dance, Rhys Ifans e Matthew Goode co-estrelariam o filme.
Em fevereiro de 2019, foi relatado que Aaron Taylor-Johnson, Gemma Arterton, Tom Hollander, Djimon Hounsou, Alison Steadman, Stanley Tucci, Robert Aramayo e Neil Jackson se juntaram ao elenco. Em abril de 2019, foi anunciado que Alexandra Maria Lara havia se juntado ao elenco do filme. Mais tarde, em maio, Joel Basman se juntou ao elenco. Nesse mesmo mês, quando as filmagens foram concluídas, Vaughn negou relatos de que Liam Neeson havia se juntado ao elenco. Vaughn também disse que The Great Game era um título provisório e que o filme não teria esse nome.

### Filmagens
A fotografia principal começou em 22 de janeiro de 2019 no Reino Unido. Em abril de 2019, algumas cenas foram filmadas em Turim e em dois palácios próximos, o Palácio de Venaria e Stupinigi (Itália). O diretor de fotografia inicial do filme, Ben Davis, teve que deixar o projeto durante as refilmagens devido a seus compromissos com Eternals (2021).

## Lançamento
The King's Man teve sua estreia mundial em Londres, Reino Unido, em 7 de dezembro de 2021 e foi lançado nos cinemas em 22 de dezembro de 2021, sua oitava data de lançamento proposta e mais de dois anos após o lançamento original.
Ele foi originalmente programado para ser lançado em 8 de novembro de 2019, mas foi adiado primeiro para 15 de novembro de 2019, depois para 14 de fevereiro de 2020, e depois para 18 de setembro de 2020. A data de lançamento foi novamente adiada pela Walt Disney Studios Motion Pictures para 26 de fevereiro de 2021, devido à pandemia de COVID-19. Após o atraso dos filmes do Universo Cinematográfico Marvel: Fase Quatro, The King's Man foi adiado duas semanas para 12 de fevereiro de 2021, antes de ser transferido novamente para 12 de março de 2021. Em janeiro de 2021, a data de lançamento foi adiada novamente para 20 de agosto de 2021. Em março de 2021, foi adiado ainda mais para a data de dezembro de 2021. O filme acabou sendo exibido nos cinemas por 45 dias antes de ir para as plataformas digitais.

## Recepção

### Resposta da crítica
No site agregador de críticas Rotten Tomatoes, 41% das 184 resenhas dos críticos são positivas, com uma classificação média de 5,1/10. O consenso do site diz: "O sólido desempenho central de Ralph Fiennes em The King's Man é sujo pela descida desta prequela tonalmente confusa ao tédio do thriller de ação." O Metacritic, que usa uma média ponderada, atribuiu ao filme uma pontuação de 44 em 100, baseado em 40 críticos, indicando críticas "mistas ou médias". O público pesquisado pelo CinemaScore deu ao filme uma nota média de "B+" em uma escala de A+ a F, enquanto o PostTrak relatou que 77% dos membros da audiência deram uma pontuação positiva, com 60% dizendo que definitivamente o recomendariam.